# Devil’s Point (River Tamar)

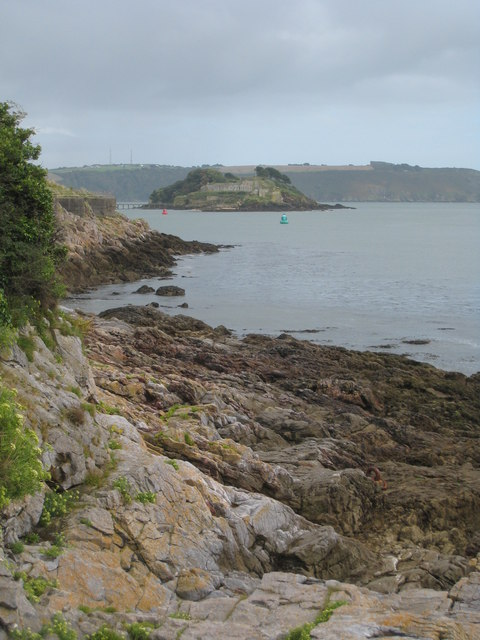
Devil’s Point mit Drake’s Island im Hintergrund

Devil’s Point ist eine Landspitze südwestlich von Stonehouse, einem Stadtteil von Plymouth in Devon. Die Landspitze liegt am östlichen Ufer des Tamar an dessen Mündung in den Plymouth Sound, gegenüber von Mount Edgcumbe.

## Geographie und Natur

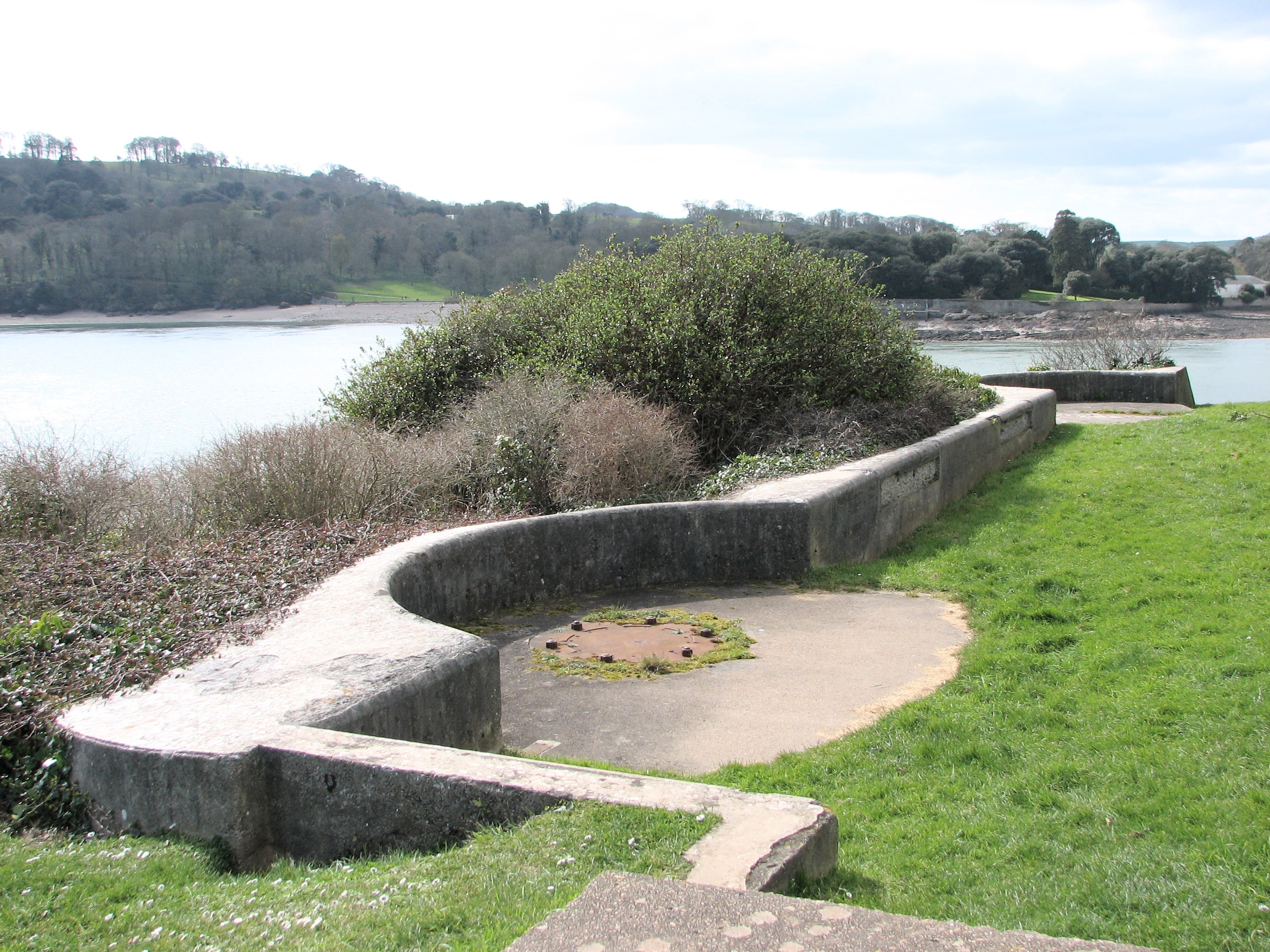
Die Reste der Batterie B

Wegen des Vorkommens des in Großbritannien seltenen Feld-Mannstreu sowie von Eisenkraut-Salbei, wilder Petersilie sowie neun anderen in Devon seltenen Pflanzen ist die südliche Hälfte der Landspitze eine 3,5 ha große County Wildlife Site. Wegen der niedrigen, mit Sträuchern bewachsene Felsküste gehört die Halbinsel zur Western King Site of Special Scientific Interest.

## Geschichte
1472 wird eine St-Lawrence-Kapelle auf der Landspitze erwähnt, die vermutlich im 18. Jahrhundert abgerissen wurde. Die Steine der Kapelle wurden beim Bau der Folly im Park von Mount Edgcumbe House wieder verwendet. Die Landspitze diente jahrhundertelang als Aussichtspunkt für die Bevölkerung und für die Angehörigen der Besatzungen, wenn Kriegs- und Entdeckungsschiffe in Devonport ein- oder ausliefen. Zur Abwehr einer befürchteten Landung einer französisch-spanischen Flotte wurde 1779 eine Redoute mit 12 18-Pfünderkanonen auf der Halbinsel errichtet, ähnlich wie die Redouten von Mount Wise und Mount Pleasant. 1807 wurde die Küstenartilleriestellung ausgebaut, 1860 wurde sie als Teil des Fortgürtels um Plymouth durch zwei weitere Batterien zur Western King’s Redoubt verstärkt. 1899 wurden die veralteten Vorderladergeschütze durch 7 12-Pfünder-Schnellfeuergeschütze ersetzt, die alten Befestigungen wurden durch neue Betonbettungen überbaut. Die Zahl der Geschütze wurde bis 1930 auf zwei reduziert, 1941 wurden unterhalb der Geschützstellungen zwei Flak-Stellungen errichtet. Die Geschütze wurden 1956 demontiert und die Befestigung endgültig aufgegeben. Devil’s Point ist heute frei zugänglich, die betonierten Geschützbettungen sind noch gut erhalten.
1826 bis 1835 wurde auf der nördlichen Hälfte der Halbinsel, wo früher die St Lawrence-Kapelle gestanden hat, der Royal William Victualling Yard errichtet, ein zentrales Proviantmagazin für die britische Flotte.